# Shotley Low Quarter
Shotley Low Quarter – civil parish w Anglii, w hrabstwie Northumberland. W 2011 civil parish liczyła 583 mieszkańców. W obszar civil parish wchodzą także Black Hedley, Fairley, Newlands, Shotley i Whittonstall.